# Ashburton River/Hakatere
Der Ashburton River/Hakatere ist ein Fluss in der Region Canterbury auf der Südinsel von Neuseeland.

## Geographie
Der Ashburton River/Hakatere ist ein 21 km langer Fluss, der sich rund 2,7 km nordnordwestlich des Stadtzentrums von Ashburton durch den Zusammenfluss der beiden Zweige South Branch Ashburton River/Hakatere und North Branch Ashburton River/Hakatere bildet. Gemeinsam verfügen sie über ein Wassereinzugsgebiet von rund 1373 km².
Während der südliche Zweig sein Quellgebiet am südlichen Ende des Ashburton Glacier in den Arrowsmith Range 43° 23′ S, 170° 58′ O besitzt, bildet sich der nördliche Zweig mit dem Ende des kleinen Gebirgsbach Petticoat Lane 43° 24′ S, 171° 20′ O, südlich der Palmer Range.
Der North Branch Ashburton River/Hakatere weist bei seinem Fluss in südöstliche Richtung nach Ashburton eine Länge von rund 98 km auf und der South Branch Ashburton River/Hakatere überbietet dies Länge mit rund 100 km nur unwesentlich.